# Cushla Lichtwark
Cushla Myra Arama Lichtwark (* 29. November 1980 in Hamilton, Neuseeland) ist eine ehemalige Netballspielerin und derzeitige Fußballtorhüterin. Sie nahm als Nummer 3 im Tor der neuseeländischen Nationalmannschaft der Frauen an der Fußball-Weltmeisterschaft der Frauen 2015 teil.  

## Karriere

### Nationalmannschaft
Lichtwark wurde erstmals mit 34 Jahren im März 2015 für zwei Testspiele in Spanien für die neuseeländische Nationalmannschaft der Frauen nominiert, sie kam aber nicht zum Einsatz.  Am 14. Mai 2015 wurde sie als einzige neuseeländische Spielerin ohne Länderspieleinsatz in den Kader für die WM 2015 berufen. Mit einer Größe von 1,81 m war sie die größte Spielerin im Kader. Bei der WM kam sie nicht zum Einsatz.